# Kristjan Čeh
Kristjan Čeh (né le 17 février 1999 à Ptuj) est un athlète slovène, spécialiste du lancer du disque. Détenteur du record national de Slovénie, il devient champion du monde en 2022 à Eugene, vice-champion d'Europe le mois suivant à Munich et vainqueur de la Ligue de diamant.

## Biographie

### Débuts (2018-2021)
Kristjan Čeh remporte la médaille d'argent des Jeux méditerranéens de 2018, et s'impose dans la catégorie espoir à la Coupe d'Europe des lancers 2019. En juillet 2019, il est sacré champion d'Europe espoir à Gävle en portant son record personnel à 63,82 m,. Il est éliminé dès les qualifications lors des championnats du monde 2019 en terminant en 31e position.
En 2020, Čeh bat le record national slovène d'Igor Primc (en), 64,79 m, en lançant le disque à 66,29 m dès la première compétition de la saison,. En juin, il établit un nouveau record d'Europe espoirs avec 68,75 m. 
Le 26 juin 2021, il établit un nouveau record d'Europe espoir avec 70,35 m lors du meeting de Kuortane, en Finlande. Il est sacré pour la deuxième fois champion d'Europe espoir avec la marque de 67,48 m. Il participe aux Jeux olympiques de Tokyo et se classe 5e de la finale avec un jet à 66,62 m.

### Champion du monde (2022)

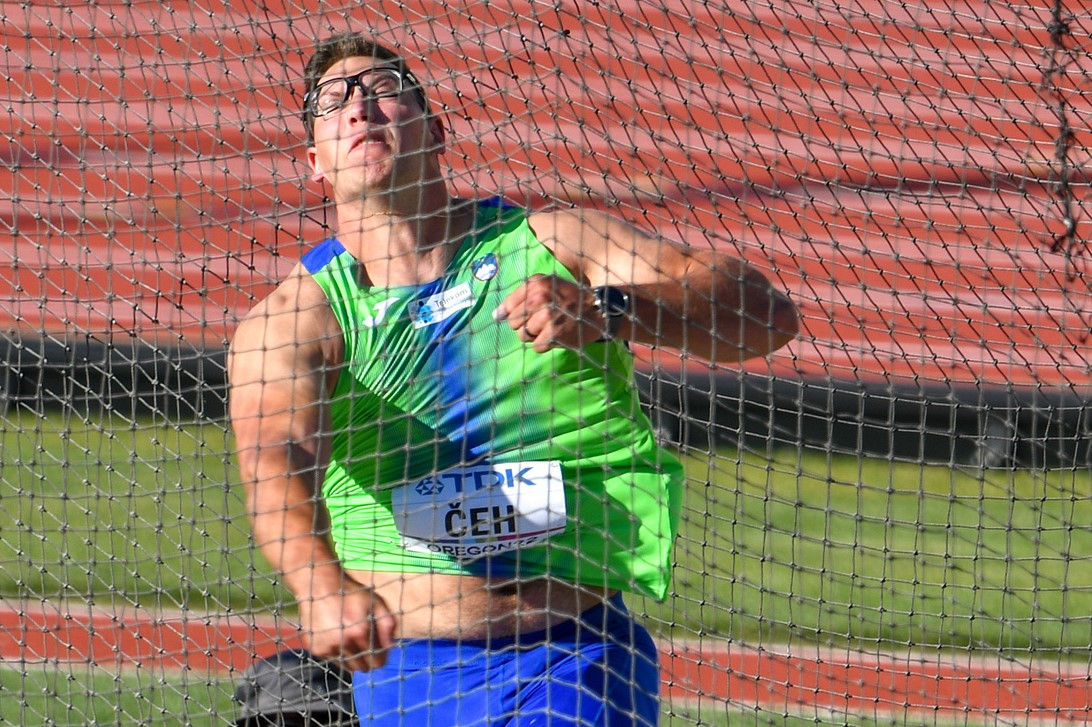
Kristjan Čeh lors des championnats du monde 2022.

À partir de février 2022, le Slovène est entraîné par l'Estonien Gerd Kanter, champion olympique et champion du monde du lancer du disque. Vainqueur de la coupe d'Europe des lancers avec la marque de 66,11 m, Kristjan Čeh s'illustre lors de Ligue de diamant 2022 en remportant le Meeting de Birmingham où il devient le 10e performeur de tous les temps avec un lancer à 71,27 m, battant son record personnel de près d'un mètre et signant à cette occasion un nouveau record de Slovénie,. Il remporte par la suite les meetings de Rabat (69,68 m), de Rome (70,72 m) et de Stockholm (70,02 m).
Figurant parmi les favoris des championnats du monde 2022 à Eugene, il établit à son troisième essai la marque de 71,13 m, nouveau record de la compétition, et devance les Lituaniens Mykolas Alekna, médaille d'argent, et Andrius Gudžius, médaillé de bronze,. Aux championnats d'Europe, Čeh termine deuxième derrière Alekna avec un jet à 68,28 m.
En juin 2023, il lance le disque à 71,86 m, rejoignant ainsi Yuriy Dumchev et Daniel Ståhl en 4e position aux bilans tous temps de la discipline.
Il termine deuxième des championnats du monde de Budapest avec 70,02 m.

## Palmarès
| Date | Compétition                   | Lieu             | Résultat | Marque  |
| ---- | ----------------------------- | ---------------- | -------- | ------- |
| 2018 | Jeux méditerranéens           | Tarragone        | 2e       | 62,03 m |
| 2019 | Championnats d'Europe espoirs | Gävle            | 1er      | 63,82 m |
| 2021 | Championnats d'Europe espoirs | Tallinn          | 1er      | 67,48 m |
| 2021 | Jeux olympiques               | Tokyo            | 5e       | 66,62 m |
| 2022 | Coupe d'Europe des lancers    | Leiria           | 1er      | 66,11 m |
| 2022 | Championnats du monde         | Eugene           | 1er      | 71,13 m |
| 2022 | Championnats d'Europe         | Munich           | 2e       | 68,28 m |
| 2022 | Ligue de diamant              | Ligue de diamant | 1er      |         |
| 2023 | Coupe d'Europe des lancers    | Leiria           | 1er      | 68,30 m |
| 2023 | Jeux européens                | Chorzów          | 1er      | 69,94 m |
| 2023 | Championnats du monde         | Budapest         | 2e       | 70,02 m |
| 2023 | Ligue de diamant              | Ligue de diamant | 2e       | 67,64 m |
| 2024 | Championnats d'Europe         | Rome             | 1er      | 68,08 m |
| 2024 | Jeux olympiques               | Paris            | 4e       | 68,41 m |

## Records
| Épreuve          | Marque  | Lieu  | Date         |
| ---------------- | ------- | ----- | ------------ |
| Lancer du disque | 71,86 m | Jõhvi | 16 juin 2023 |